# Diplazium mickelii
Diplazium mickelii là một loài dương xỉ trong họ Athyriaceae. Loài này được Mynssen & Sylvestre mô tả khoa học đầu tiên năm 2009.
Danh pháp khoa học của loài này chưa được làm sáng tỏ. 